# Guinejská vlajka

Guinejská vlajka
Poměr stran: 2:3

Vlajka Guineje byla přijata 10. listopadu 1958. Tvoří ji list o poměru stran 2:3 se třemi svislými pruhy: červeným, žlutým a zeleným. Jedná se o tzv. panafrické barvy. Vlajka byla navržena na úkor Rwandské vlajky z let 1962–2001, Rwanda byla v té době nucena do své vlajky přidat velké černé písmeno R (později však vlajku zcela změnila).